# Narodowe Muzeum Indian Amerykańskich
Narodowe Muzeum Indian Amerykańskich (ang. National Museum of the American Indian) – należące do Smithsonian Institution muzeum poświęcone historii, życiu, językom, literaturze i sztuce tubylczej ludności obu Ameryk, w tym zwłaszcza Indian północnoamerykańskich.
Muzeum ma trzy siedziby: przy National Mall u zbiegu Fourth Street i Independence Avenue w Waszyngtonie otwarte 21 września 2004, George Gustav Heye Center w Nowym Jorku (od 1994) oraz Cultural Resources Center w Suitland-Silver Hill w Marylandzie (od 1998).

## Historia
Amerykański bankier, podróżnik i kolekcjoner George Gustav Heye (1874–1957) przez 54 lata, zaczynając od 1903, zbierał przedmioty codziennego użytku i ozdoby rdzennej ludności w Ameryce Południowej i Północnej. W 1916 założona została Heye Foundation oraz Museum of the American Indian. Dla szerokiej publiczności Heye Foundation’s Museum of the American Indian na Audubon Terrace w Nowym Jorku otworzono w 1922. Obecna nazwa została przyjęta ustawą Kongresu Stanów Zjednoczonych w 1989 po kontrowersji wywołanej ujawnieniem przez indiańskich przywódców, iż w zbiorach Smithsonian Institution (głównie w magazynach) znajdują się szczątki ponad 18 tys. tubylczych Amerykanów. Kolekcja Heye’a weszła do zbiorów Smithsonian Institution w czerwcu 1990. Stanowi obecnie 85 procent wszystkich artefaktów muzeum. Oficjalną siedzibą Narodowego Muzeum Indian Amerykańskich jest Alexander Hamilton U.S. Custom House na dolnym Manhattanie.

## Lokalizacje

### Muzeum w Waszyngtonie
Nowy budynek muzealny w Waszyngtonie został otwarty w 2004. Prace trwały 15 lat. Jest pierwszym narodowym muzeum dedykowanym w całości tubylczym Amerykanom. Powierzchnia muzealna wynosi 23 tys. m². Pięciopiętrowy budynek pokryty został odznaczającymi się ciepłymi barwami płytami dolomitowymi. Kształt budynku ma przypominać naturalne formacje skalne kształtowane od tysiącleci przez wodę i wiatr. W parku położonym w bezpośrednim sąsiedztwie muzeum urządzono sztuczne mokradło. Muzeum oferuje szeroką gamę ekspozycji, filmy i prezentacje multimedialne. Organizowane są specjalne zajęcia dla szkół. Oferuje się programy prezentujące tradycje indiańskie w określonych porach roku.
Pierwotnym architektem i projektantem budynku był Kanadyjczyk Douglas Cardinal z federacji Czarnych Stóp. Pracami kierowali architekci z filadelfijskiej firmy GBQC oraz Johnpaul Jones, pół-Czirokez pół-Czoktaw. W czasie prac umowę z Cardinalem rozwiązano, budowla zachowała jednak jego początkowy rys architektoniczny, a on sam pomagał w jej ukończeniu.

### George Gustav Heye Center
Muzeum zajmuje dwie kondygnacje Alexander Hamilton U.S. Custom House na dolnym Manhattanie. Budynek został ukończony w 1907. Powstał według projektu Cassa Gilberta. Utrzymany jest w stylu neoklasycystycznym. Powierzchnia wystawowa wynosi 2 tys. m². Placówka oferuje szereg wystaw, pokazów filmowych i multimedialnych, programy dla grup szkolnych i inscenizacje o kulturze i tradycjach Indian.

### Cultural Resources Center
Znajduje się w Suitland w stanie Maryland. W budynku o futurystycznym kształcie znajduje się kolekcja artefaktów, biblioteka i archiwum fotograficzne.

## Zbiory

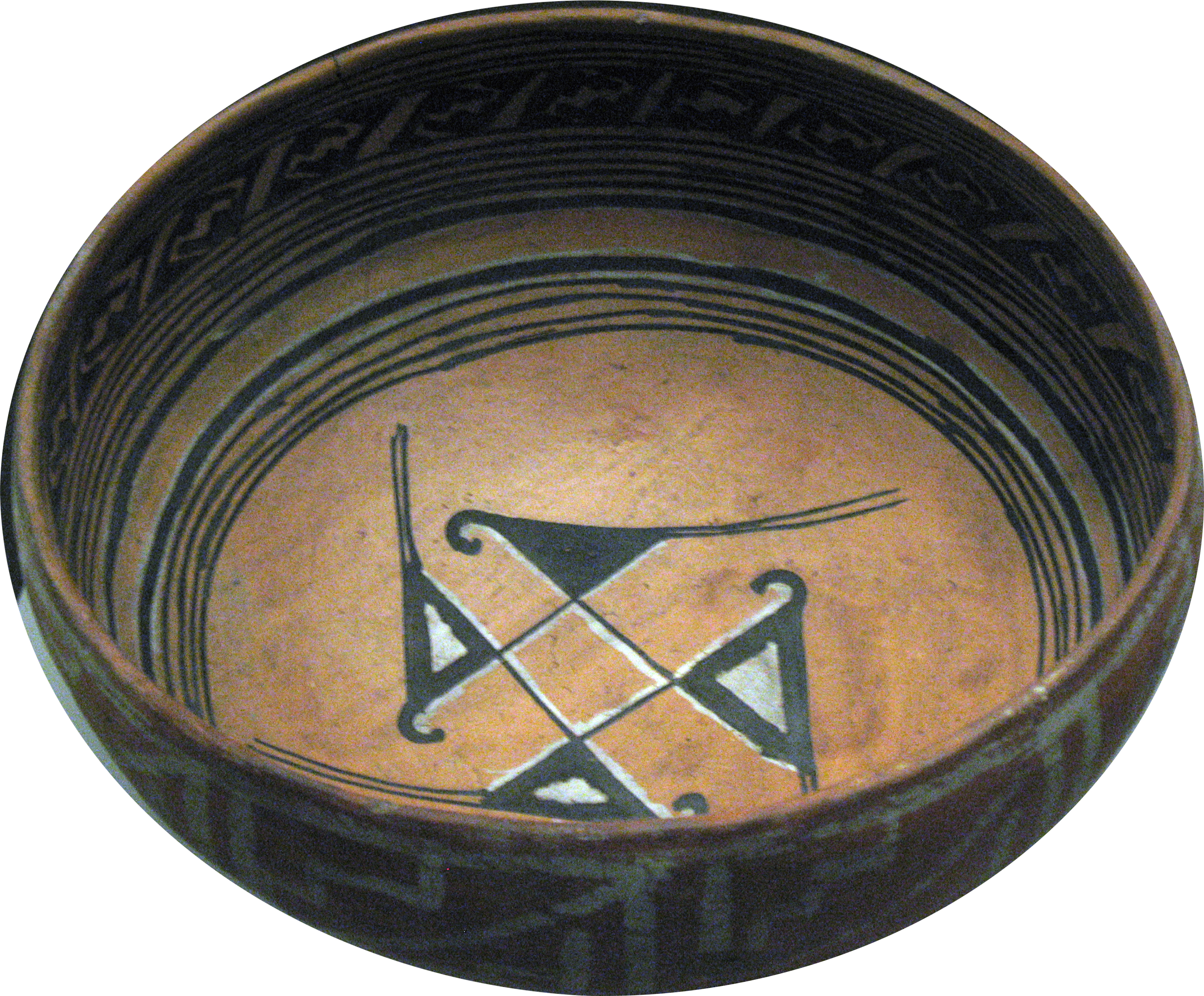
Fragment ekspozycji

Muzeum mieści kolekcję dawnego Museum of the American Indian, Heye Foundation. Obejmuje ona ponad 800 tys. obiektów oraz archiwum 125 tys. fotografii, gromadzonych przez Heye’a przez pół wieku w pierwszej połowie XX w. Stała wystawa „Our Lives” przedstawia osiem społeczności tubylczych z Ameryki Północnej i Południowej. Pracownicy muzeum współpracują z przedstawicielami prezentowanych ludów, którzy mogą decydować o sposobie, w jaki będą one ukazywane. Wystawa „Our Lives” jest więc dla tubylczych społeczności formą autoprezentacji tego jak żyją, jak się ubierają, co myślą i jak postrzegają samych siebie we współczesnym świecie.
Muzeum oferuje programy, w ramach których tubylczy badacze i artyści mogą korzystać z jego zasobów w celach badawczych i artystycznych. Kolekcja nie podlega zapisom ustawy o ochronie i repatriacji grobów tubylczych Amerykanów (NAGPRA) z 1990, gdyż rok wcześniej uchwalono odrębną ustawę o Narodowym Muzeum Indian Amerykańskich, regulującą status jego eksponatów i zasady ich ewentualnej repatriacji (zwrotu pierwotnym właścicielom).
Otwarte jesienią 2004 muzeum prezentuje większość przedmiotów, kolekcji i kultur z tubylczego punktu widzenia, co bywa traktowane zarówno jako jego zaleta, jak i wada. Po jego otwarciu część ekspertów zwracała uwagę na odchodzenie od dotychczasowych muzealnych kanonów eksponowania obiektów oraz standardów ich doboru i opisu. Pierwsze recenzje krytykowały bezkrytyczny dobór eksponatów, skąpe opisy przedmiotów, a czasem ich całkowity brak. Inni zwiedzający doceniali, że muzeum skupia się na ukazywaniu żywych kultur tubylczych, a nie na prezentowaniu ich przeszłości.